# Chicoreus spectrum
Espèce
L'espèce Chicoreus spectrum est un mollusque appartenant à la famille des Muricidae.
- Répartition : côtes est de l’Amérique du Sud et Caraïbes.
- Longueur : 15 cm.

## Source
- Arianna Fulvo et Roberto Nistri (2005). 350 coquillages du monde entier. Delachaux et Niestlé (Paris) : 256 p.  (ISBN 2-603-01374-2)